# Kreuzgasse 10 (Griesheim)
Das Wohnhaus Kreuzgasse 10 ist ein denkmalgeschütztes Bauwerk in Griesheim.

## Geschichte und Beschreibung
Das Wohnhaus ist ein giebelständiges Fachwerkhaus mit einem steilen, gebrochenen und biberschwanzgedeckten Dach und Krüppelwalm.
Die Fassade des Hauses war lange Zeit verputzt.
Anlässlich einer Sanierung wurde das Fachwerk wieder freigelegt.

## Denkmalschutz
Das Wohnhaus ist ein typisches Beispiel für ein Fachwerkhaus in Griesheim. Es steht in städtebaulich dominierender Lage im Straßenraum. Aus architektonischen, baugeschichtlichen und stadtgeschichtlichen Gründen steht es unter Denkmalschutz.